# Львов, Николай Георгиевич
Николай Георгиевич Львов (22 мая 1869 — 23 февраля 1918) — контр-адмирал Российского императорского флота.

## Биография
В службе с 1887 года. В 1890 году окончил Морской корпус 13-м по успеваемости, с производством в мичманы с 19 сентября. В 1892—1897 годах — офицер бронепалубного крейсера «Адмирал Корнилов». 30 октября 1895 года произведён в лейтенанты флота «за отличие по службе».

### Русско-японская война
В 1902—1904 годах занимал должность ревизора на крейсере 1-го ранга «Аскольд», с которым перешёл с Балтики на Дальний Восток России. С началом Русско-японской войны являлся старшим офицером транспорта «Ангара» и канонерской лодки «Отважный», принял участие в обороне Порт-Артура — с 5 июля 1904 года назначен старшим флаг-офицером младшего флагмана, заведующего Подвижной обороной Порт-Артура, далее флаг-офицер начальника минной и береговой обороны Порт-Артура. В этом же году произведён в чин капитана 2-го ранга «за отличие в делах против неприятеля».
После окончания Русско-японской войны переведён на Балтийский флот. В 1905 году назначен на должность старшего офицера строящегося броненосца «Император Павел I». В 1906 году временно возглавил экспедиционный отряд миноносцев в Ладожское озеро, назначен командиром миноносца № 126. К 1907 году вернулся на броненосец «Император Павел I» на прежнюю должность, которую исполнял до 1908 года. 19 марта 1907 года награждён Золотым оружием «За храбрость».
В 1908 году окончил курс Военно-Морских наук в Николаевской Морской Академии с производством в капитаны 1-го ранга, в этом же году командовал учебным судном «Воин». В 1908—1910 годах — делопроизводитель V класса Главного морского штаба. В 1911—1914 годах назначен командовать бронепалубным крейсером «Память Меркурия», в должность вступил 24 января 1911 года.

### Первая мировая война
В годы Первой мировой войны сначала командовал Отрядом транспортной флотилии Чёрного моря, а с 1915 года Транспортной флотилией Чёрного моря. 11 августа 1914 года произведён в контр-адмиралы «со старшинством в чине на основании Высочайшего повеления 23 Декабря 1913 года», со старшинством в чине с 15 июня 1915 года. В 1916 году назначен командовать 3-м, а затем 7-м отрядами транспортов Чёрного моря.
Убит матросами после издевательств 23 февраля 1918 в Севастопольской тюрьме вместе с еще несколькими десятками заключенных. По свидетельству очевидца тех событий контр-адмирала С. В. Евдокимова, обстоятельства гибели были иными: на Черноморском флоте «был образован народный суд, который назывался трибуналом. Председателем трибунала был избран младший писарь моего штаба матрос Шашков, сын священника, довольно приличный митинговый оратор, неглупый, но страшно жестокий зверь. Был суд над контр-адмиралом Н. Г. Львовым, которому вменялось в вину, что он за пьянство посадил два года тому назад матроса в карцер на несколько суток, и этот матрос подал жалобу в трибунал. … Контр-адмирала Львова и старшего лейтенанта Вахтина приговорили к расстрелу. В ту же ночь их расстреляли во дворе севастопольской тюрьмы. Суд происходил в Морском собрании, было очень много матросов и офицеров, но никто в эти дни убийств не мог ничего сделать, а председатель не давал никому слова».

## Семья
Николай Георгиевич был женат на Вере Ивановне, урождённой Диковой, дочери И. М. Дикова. В браке имел дочь Наталью и двух сыновей — Георгия и Сергея.

## Награды
- орден Святого Станислава 3 степени (06.12.1897),
- орден Святой Анны 3 степени (06.12.1903),
- орден Святого Станислава 2 степени с мечами (1904),
- орден Святой Анны 2 степени (06.12.1906),
- золотая сабля «За храбрость» (19.03.1907),
- орден Святого Владимира 4 степени с мечами и бантом (19.03.1907),
- мечи к ордену Святой Анны 2 степени (1910),
- офицерский крест ордена Почётного легиона (Франция; 1911),
- орден Святого Владимира 3 степени (1912),
- большой офицерский крест ордена Короны Румынии (Румыния; 1912)
- орден Святого Станислава 1 степени (06.12.1914),
- мечи к ордену Святого Станислава 1 степени (16.02.1915),
- орден Святой Анны 1 степени с мечами (13.06.1916).